# Risto Ryti

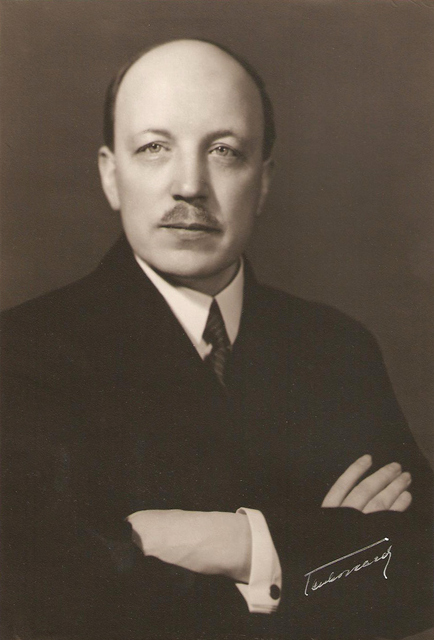
Risto Ryti 1939

Risto Heikki Ryti [ˈristɔ ˈhɛi̯kːi ˈryti] (* 3. Februar 1889 in Huittinen, Großfürstentum Finnland, Russisches Kaiserreich; † 25. Oktober 1956 in Helsinki) war ein finnischer Politiker der Nationalen Fortschrittspartei (ED), Direktor der Suomen Pankki, Ministerpräsident während des Winterkrieges und Präsident Finnlands von 1940 bis 1944. Von Beruf war er Jurist.

## Leben

### Herkunft
Ryti wurde am 3. Februar 1889 im südwestfinnischen Dorf Huittinen geboren. Er war das vierte von elf Kindern. Sein Vater Kaarle Evert Ryti und seine Mutter Ida Vivika waren Ackerbauern und besaßen über 200 Hektar Land. Politisch unterstützte die Familie die Jungfinnische Partei, die mehr Autonomie vom Russischen Kaiserreich forderte. Sein Interesse lag viel mehr am Lesen als an der Arbeit auf dem Bauernhof. Ryti schloss 1906 die Schule in Pori mit dem Abitur ab und schrieb sich im selben Jahr an der Kaiserlichen Alexander-Universität in Helsinki ein. Von den acht Söhnen bestand er als einziger die Aufnahmeprüfung für die Universität, ebenso wie seine drei Schwestern. Sein Jurastudium schloss er 1909 ab.

### Karriere
Mit Beginn der zunehmenden Russifizierungspolitik in Finnland beschloss Ryti die Hauptstadt zu verlassen und in Rauma als Anwalt zu arbeiten. In dieser Zeit lernte er den finnischen Unternehmer Alfred Kordelin kennen, der als „reichster Mann Finnlands“ bekannt war. Ryti wurde Kordelins Anwalt und zwischen den beiden entwickelte sich eine enge Freundschaft. Ryti absolvierte auch weitere Studien und erhielt 1912 sein Lizenziat in Rechtswissenschaften. 1916 heiratete Ryti Gerda Serlachius, die Schwester seines Freundes Eric Serlachius. Die Ehe brachte drei Kinder (zwei Söhne und eine Tochter) hervor und galt als glücklich.
Im Alter von 30 Jahren wurde er 1919 als Abgeordneter der Nationalen Fortschrittspartei ins Finnische Parlament gewählt. Die Parlamentswahlen von 1919 waren die ersten seit der Unabhängigkeitserklärung. Bei diesen gelang es der Nationalen Fortschrittspartei, die nur wenige Monate vor der Wahl gegründet wurde, mit 12,8 Prozent viertstärkste Kraft zu werden. Die Partei war mit an der Regierung beteiligt und stellte bis zur nächsten Wahl 1922 zweimal den Ministerpräsidenten und mit Kaarlo Juho Ståhlberg auch den ersten Staatspräsidenten. Unter Ministerpräsident Vennola wurde Ryti in seinem zweiten Kabinett zum Finanzminister. In dieser Position gelang es Ryti, Ordnung in die Haushaltsschätzungen zu bringen. Obwohl er ein politischer Verbündeter von Präsident Ståhlberg war, widersetzte er sich seinem geistigen Vater in einer wichtigen Frage: Er war mit der Begnadigung kommunistischer Gefangener nicht einverstanden. Für Ryti waren die Kommunisten Kriminelle und er weigerte sich, die Ereignisse von 1918 im gesellschaftlichen Kontext zu sehen.
Präsident Ståhlberg ernannte Ryti 1922, im Alter von nur 33 Jahren, zum Vorstandsvorsitzenden (Direktor) der Suomen Pankki (Bank von Finnland). Die Arbeit, die er in dieser Position leistete, erwies sich als von unschätzbarem Wert für die finnische Wirtschaft. In seiner Position als Direktor war Ryti in den 1930er Jahren gewissermaßen ein politischer Reservist gewesen, der bei Bedarf bereit war, die Verantwortung für die Interessen des Landes zu übernehmen.
Im Spätherbst 1939, kurz vor Beginn des Winterkriegs, wurde Ryti das Amt des Ministerpräsidenten von Präsident Kyösti Kallio angeboten. Dieses lehnte Ryti jedoch zunächst ab, was Kallio aber nicht akzeptierte und appellierte dabei an dessen Verantwortungsbewusstsein und übte Druck auf ihn aus, das Amt doch anzunehmen. Am 1. Dezember 1939, einen Tag nach dem Angriff der Roten Armee auf Finnland, trat Ryti das Amt zum Ministerpräsidenten an. Es kann als staatsmännischer Akt Rytis angesehen werden, dass am 13. März 1940 der Friedensvertrag von Moskau unterzeichnet wurde. Durch diesen konnte Finnland seine Unabhängigkeit wahren, musste aber erhebliche territoriale Zugeständnisse machen, insbesondere große Teile Kareliens abtreten.

### Präsidentschaft
Risto Ryti hatte sich als starker Ministerpräsident erwiesen. Nach fortwährenden gesundheitlichen Problemen und insbesondere einem Schlaganfall am 27. August 1940 erklärte Präsident Kallio am 27. November desselben Jahres seinen Rücktritt und Ryti zu seinem Nachfolger. Am 19. Dezember 1940 wurde Ryti vom Parlament zum Präsidenten gewählt und trat das Amt zugleich an. Seine erste Aufgabe als Präsident bestand darin die Nation über den Tod von Kyösti Kallio zu informieren, der am Tag Rytis Vereidigung auf dem Hauptbahnhof Helsinki an einem Herzinfarkt gestorben war.

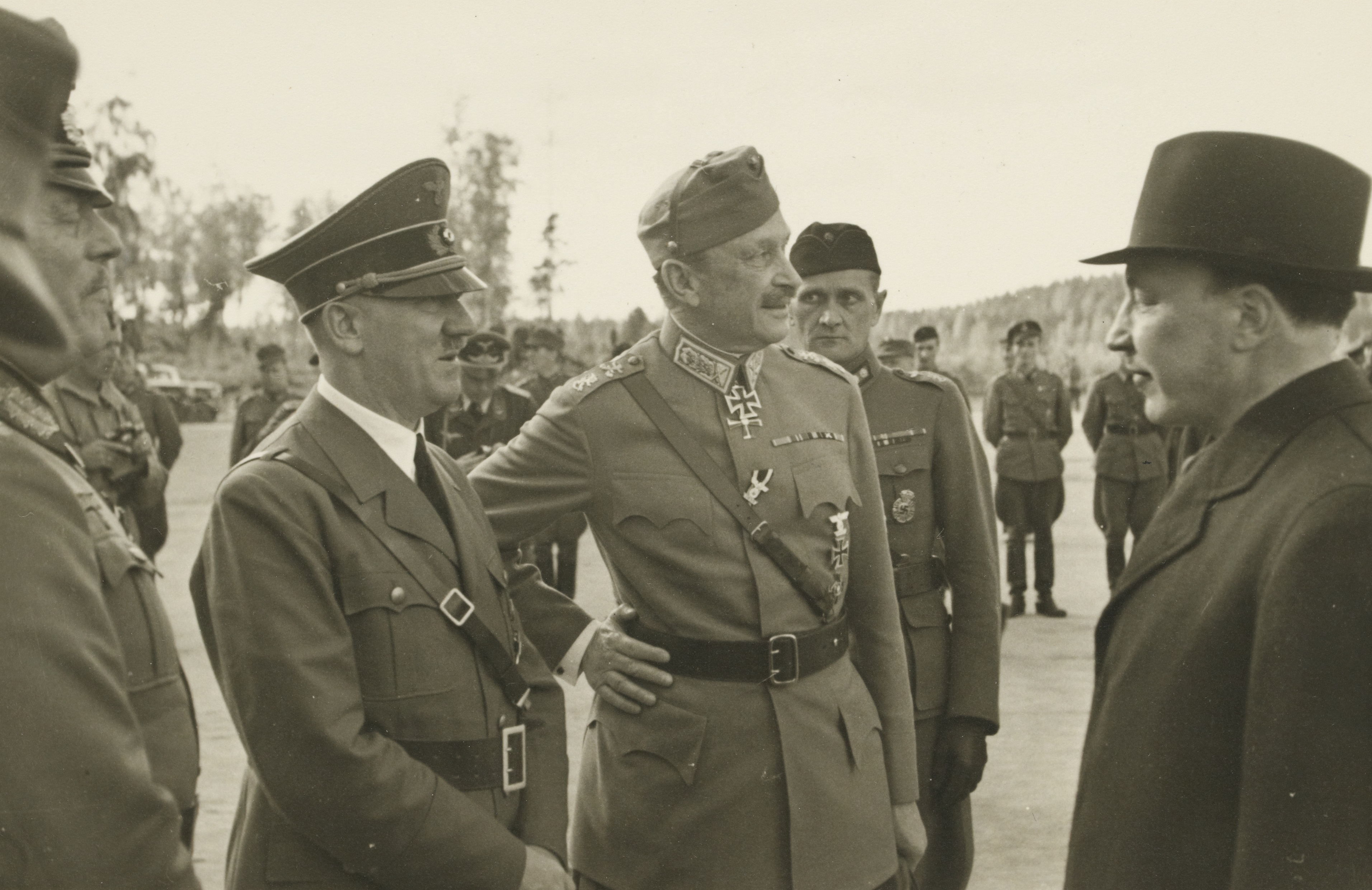
Wilhelm Keitel (links), Adolf Hitler, Carl Gustaf Emil Mannerheim und Präsident Risto Ryti am Flugplatz Immola

Präsident Kallio hatte Gustaf Mannerheim zu Beginn des Winterkrieges zum Oberbefehlshaber der Verteidigungskräfte ernannt. Laut Verfassung hätte Mannerheim mit Inkrafttreten des Moskauer Friedensvertrags das Kommando an Präsident Kallio zurückgeben müssen. Kallio wollte jedoch, dass Mannerheim diese Funktion fortsetzte, da die allgemeine Lage schwierig war und immer noch ein Weltkrieg tobte. Ryti hatte nichts gegen diese Regelung, weshalb er der einzige finnische Präsident ist, der keinen einzigen Tag als Oberbefehlshaber der Streitkräfte fungierte.
Am 25. Juni 1941, drei Tage nach dem Deutschen Angriff auf die Sowjetunion, begann Finnland unter Ryti den Fortsetzungskrieg, an der Seite des Deutschen Reichs. Ziel dabei war die im Winterkrieg an die Sowjetunion verlorenen Gebiete zurückzuerobern.

Ryti war am 19. Dezember 1940 nur für die verbleibende Zeit von Kallios Amtszeit, also bis 1943, zum Präsidenten gewählt worden. In einer Kriegssituation waren Wahlen für ein neues Wahlkollegium jedoch undenkbar, und so traten die Mitglieder des Wahlkollegiums von 1937 im Februar 1943 zusammen zur Abstimmung. Auch dieses Mal wurde Ryti mit überwältigender Mehrheit gewählt und führte somit sein Amt bis zum Ende des Krieges aus.

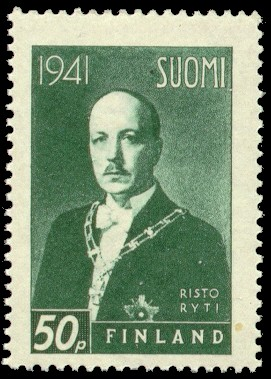
Briefmarke von 1941

Im Juni 1944 unterschrieb Ryti mit dem deutschen Außenminister Joachim von Ribbentrop den sogenannten Ryti-Ribbentrop-Vertrag. Der Vertrag sicherte die Waffenhilfe und die Getreidelieferungen aus dem Deutschen Reich. Dafür versprach Ryti, keinen Separatfrieden mit der Sowjetunion ohne Deutschland zu schließen. Nachdem die Finnen mithilfe der Waffenlieferungen den Großangriff der Sowjetunion abgewehrt hatten, trat Präsident Ryti unter dem Vorwand von gesundheitlichen Problemen zurück. Da juristisch gesehen nicht der finnische Staat, sondern Ryti als Privatperson den Vertrag unterschrieben hatte, band er den neuen Präsidenten Carl Gustaf Emil Mannerheim nicht. Das ermöglichte Finnland, im September 1944 gegen den Willen Deutschlands den Waffenstillstand von Moskau mit der Sowjetunion zu schließen.

### Leben nach der Präsidentschaft
Im Jahr 1945 wurde unter sowjetischem Druck ein Prozess über die Frage nach der Kriegsschuld gegen Ryti eingeleitet. Er wurde zu zehn Jahren Haft verurteilt, allerdings schon 1949 aus gesundheitlichen Gründen von Präsident Juho Kusti Paasikivi begnadigt. Ryti starb am 25. Oktober 1956 in Helsinki im Alter von 67 Jahren.